# Die Liebenden von Ain Sakhri

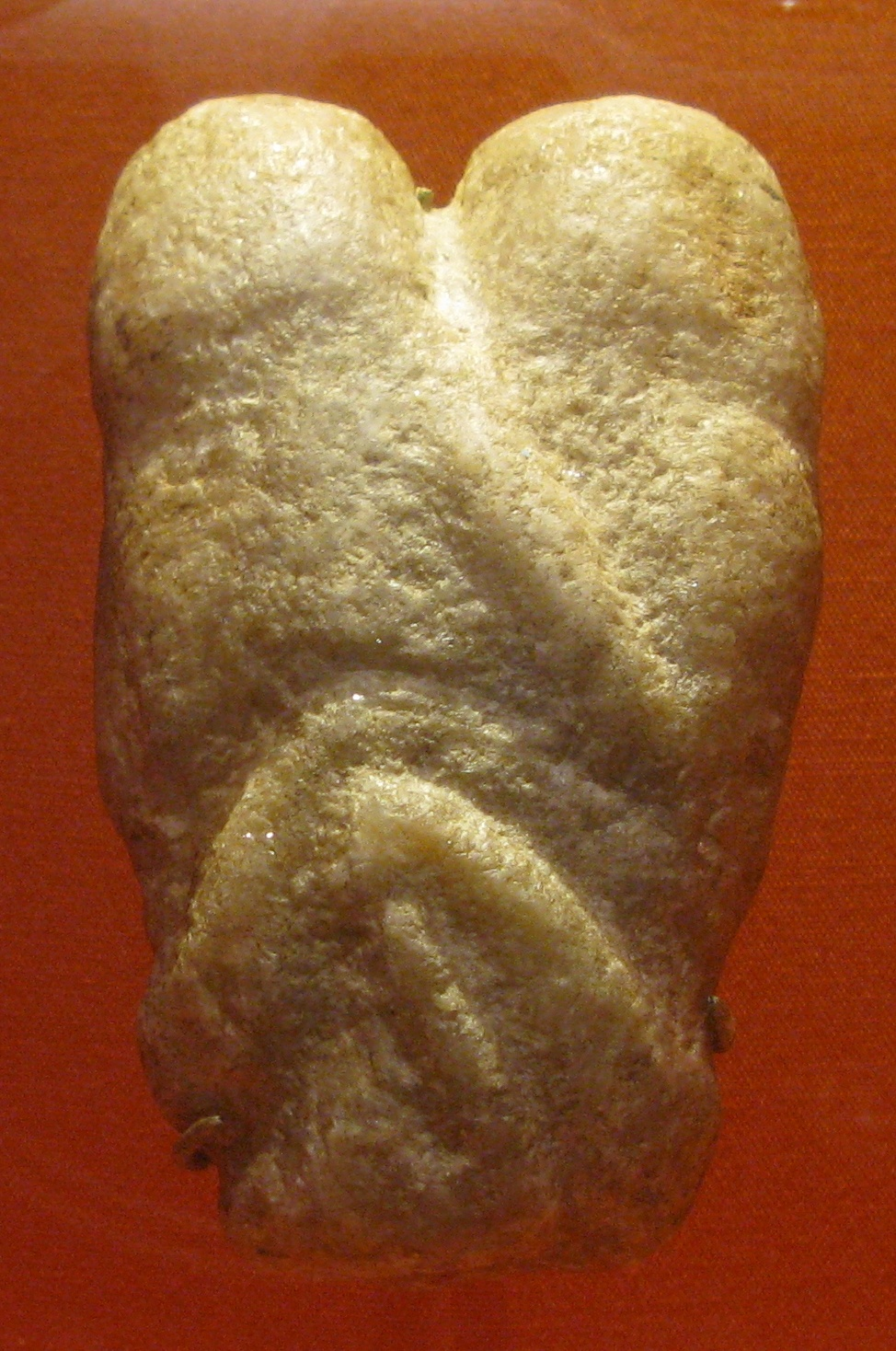
Die Liebenden von Ain Sakhri in der Seitenansicht

Die Liebenden von Ain Sakhri wird eine etwa zehn Zentimeter hohe, aus Kalzit gefertigte Skulptur genannt, die ein Paar beim Geschlechtsverkehr darstellt. Sie ist möglicherweise 11.000 Jahre alt und damit die älteste erhaltene figürliche Darstellung des menschlichen Koitus.
Das Objekt ist im Britischen Museum in London ausgestellt.

## Fundgeschichte
Die Figur wurde 1933 von René Neuville, einem französischen Konsul in Jerusalem, bei der Untersuchung von Zufallsfunden in einem kleinen Museum französischer Mönche in Bethlehem entdeckt. Es gelang Neuville, Kontakt zu den Beduinen aufzunehmen, die ihre Funde in Wadi Khareitoun gemacht hatten und ihn auch zu einer der Höhlen von ʿAin Sakhri in der Nähe von Bethlehem führten. Ausgrabungen Neuvilles zeigten, dass die Höhlen von Angehörigen der Natufien-Kultur bewohnt gewesen waren.
Nach Neuvilles Tod wurde die Skulptur 1958 bei Sotheby’s versteigert und vom British Museum erworben.

## Beschreibung
Die Figur wurde aus einem Kalzit-Kiesel gefertigt. Sie zeigt ein Paar beim Geschlechtsakt, wobei die Figuren so ineinander verschlungen sind, dass sich die Geschlechter nicht erkennen lassen; auch Gesichtszüge sind nicht vorhanden.
Die Einmaligkeit der Figur besteht darin, dass sie neben dem Akt auch die primären Geschlechtsmerkmale zeigt: Betrachtet man die Figur von oben, sieht man ein Paar weiblicher Brüste. Bei Betrachtung von unten erscheint eine Vulva und von der flachen Seite betrachtet stellt die Figur ein männliches Glied dar.

## Datierung
Die Figur entstammt vermutlich der Natufien-Kultur, einer Kultur des Epipaläolithikums (auch Protoneolithikum) in der Levante. Sie ist ohne stratigraphischen Kontext, Garfinkel sieht jedoch Ähnlichkeiten zu Darstellungen aus Eynan. Auch die Zuweisung Ain Sachri ist nicht gesichert.

## Interpretation
Aufgrund des Fundortes in einer Wohnhöhle geht man davon aus, dass es sich bei der Figur nicht um eine Grabbeigabe, sondern um einen Haushaltsgegenstand handelt.